# راینر شوترله
راینر شوترله (انگلیسی: Rainer Schütterle؛ زادهٔ ۲۱ مارس ۱۹۶۶) بازیکن فوتبال سابق اهل آلمان است که در پست هافبک و مهاجم بازی می‌کرد.
از باشگاه‌هایی که در آن بازی کرده‌است می‌توان به باشگاه فوتبال رید، باشگاه فوتبال کارلسروهه، باشگاه فوتبال اس‌سی فورتونا کلن، باشگاه فوتبال دویسبورگ، و باشگاه فوتبال اشتوتگارت اشاره کرد.
وی همچنین در تیم ملی فوتبال زیر ۲۱ سال آلمان بازی کرده‌است.